# 1996年中美貿易爭端
1996年中美贸易爭端，是于1996年4月30日至5月20日期间，中华人民共和国与美利坚合众国之间一次贸易冲突。

## 历史
1996年2月，中美两国签署知识产权保护协议后，美国将中国列入其特别301条款“重点考虑国家”名单，并于5月15日由美国贸易代表办公室宣布对中国出口到美国的纺织品、服装和电子产品等价值30亿美元的产品实行贸易报复，将关税提高到100%，该措施30天后生效。随后，中华人民共和国对外贸易经济合作部发出了严正声明，表示极大愤慨和强烈不满。声明说，中华人民共和国政府十分重视对知识产权的保护。自中美达成知识产权保护协议以来，中国政府坚决、认真、负责地履行了自己的承诺，为制止和打击对知识产权的侵权行为做了大量的工作。因此，美国政府指责中国政府没有履行中美关于知识产权保护的协议是缺乏根据的。中国对外贸易经济合作部根据《中华人民共和国对外贸易法》第七条的决定，对美国的报复措施采取了相应的反报复措施。规定对原产于美国的农牧产品、植物油、车辆及其零配件、通讯设备、各种照相机、游戏机、游戏卡、录音机、烟、酒、化妆品、照相胶卷等商品除正常征收进口关税外，还要加征税率为100%的特别关税。还规定暂停进口产于美国的电影片、电视片及录像带等音像制品，暂停受理和审批美国农药、药品制造商根据中国农业化学物质产品和药品行政保护条例所提出的申请，暂停受理和审批美国在华投资设立商业旅游、内外贸企业及设立分支机构和代表处。以上措施将于美国对中国出口产品贸易报复措施生效时生效。5月17日，美国国务卿沃伦·克里斯托弗对华政策发表讲话，表示美国不希望同中国打贸易战。5月20日，美国总统比尔·克林顿宣布无条件延长中国最惠国待遇，两国关系才趋向缓解。